# Box-office Chine 2019

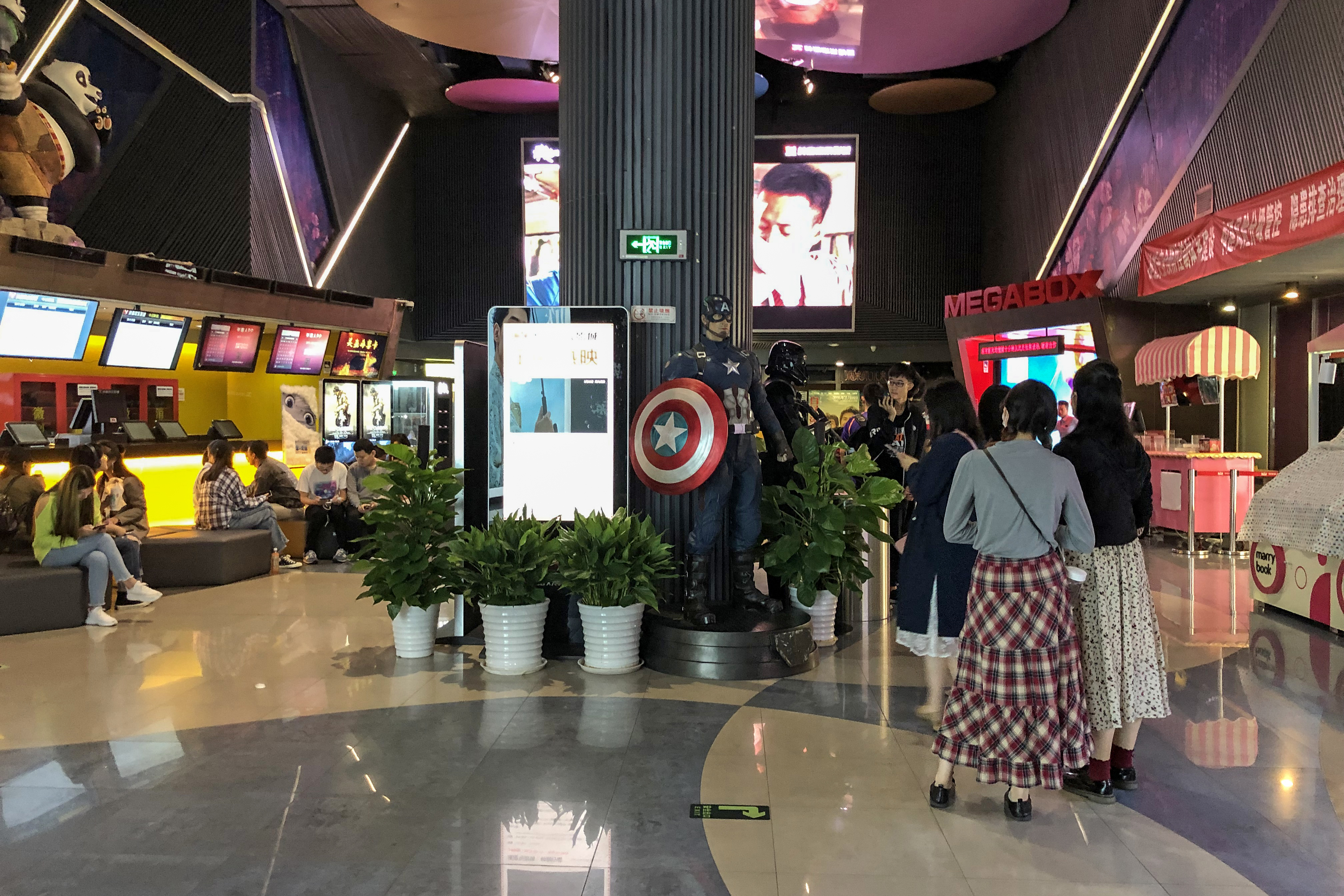
Un cinéma à Zhongguancun en 2019.

Les recettes totales au box-office en Chine ont augmenté de 4,1 % en 2019 pour atteindre une valeur totale de 9,06 milliards $ (63,5 milliards de yuan). Un taux de croissance inférieur à celui de l'année précédente qui était de 9 %. La part de marché des films chinois est passée de 62 % en 2018 à 65 % en 2019, en grande partie au détriment des films hollywoodiens, qui sont tombés à 31 % cette année, contre 34 % l'année dernière.
D'après le producteur Chris Fenton, 2019 « doit être la pire performance d'Hollywood en Chine depuis 2008 ». Pas plus tard qu'en 2012 et 2013, il y avait des week-ends « où 90 % du box-office chinois provenait de films étrangers. [...] La Chine taxait ses exploitants s'ils généraient plus de 50 % du box-office à partir de films étrangers. Ce n'est plus nécessaire ». Au lieu de cela, les superproductions locales telles que le film de science-fiction The Wandering Earth et le film d'animation Ne Zha ont bien plus attirés le public dans les salles chinoises que les films étrangers. Seuls deux films américains figurent ainsi parmi les 10 plus grands succès de 2019, Avengers: Endgame et Fast and Furious: Hobbs and Shaw, contre cinq sur 10 l'année dernière et une domination écrasante du marché les années auparavant. Star Wars, épisode IX : L'Ascension de Skywalker confirme la non adhésion de la Chine (et de l'Asie en général à l'exception du Japon) à l'univers de George Lucas avec un très faible week-end d'ouverture de 12 millions US$. 
Un autre changement structurel rendra probablement difficile pour Hollywood d'inverser rapidement la tendance : un changement dans la démographie du public en raison de la frénésie de la construction de salles en Chine, près de 20 000 nouveaux écrans ayant ouvert en Chine cette année, ce qui porte le total à environ 80 000. La majorité des nouveaux écrans se trouvent dans de petites villes et des zones rurales où le public est bien moins riche et bien plus sensible aux films chinois plutôt qu'étrangers.
Le seul avantage d'Hollywood dans ce scénario est que les autorités chinoises ressentiront moins le besoin de renforcer la part de marché des films chinois en excluant les films américains par le biais de quotas d'importation. Cependant, les titres hollywoodiens ne sont pas nécessairement les seuls bénéficiaires de ce scénario. En 2018, les films indiens ont fait des percées notables en Chine. En 2019, c'est au tour des films japonais (à 2,9 %) et italiens.
Le scandale fiscal de Fan Bingbing a également entraîné un ralentissement de la production à partir de la mi-2018 et a causé de graves difficultés financières à de nombreux studios de cinéma chinois.

## Les millionnaires
| Class. | Titre                            | Pays                                                               | Réalisateur                                                          | Box-Office Chine |
| ------ | -------------------------------- | ------------------------------------------------------------------ | -------------------------------------------------------------------- | ---------------- |
| 1      | Ne Zha                           | Drapeau de la République populaire de Chine                        | Yu Yang                                                              | 719 755 767 $    |
| 2      | The Wandering Earth              | Drapeau de la République populaire de Chine                        | Frant Gwo                                                            | 690 994 017 $    |
| 3      | Avengers: Endgame                | Drapeau des États-Unis                                             | Anthony Russo Joe Russo                                              | 614 316 021 $    |
| 4      | My People, My Country            | Drapeau de la République populaire de Chine                        | Chen Kaige Zhang Yibai Guan Hu Xue Xiaolu Xu Zheng Ning Hao Wen Muye | 446 085 323 $    |
| 5      | The Chinese Pilot                | Drapeau de la République populaire de Chine                        | Andrew Lau                                                           | 416 246 690 $    |
| 6      | Crazy Alien                      | Drapeau de la République populaire de Chine                        | Ning Hao                                                             | 327 598 891 $    |
| 7      | Pegasus                          | Drapeau de la République populaire de Chine                        | Han Han                                                              | 255 510 705 $    |
| 8      | The Bravest                      | Drapeau de la République populaire de Chine                        | Tony Chan                                                            | 244 259 105 $    |
| 9      | Better Days                      | Drapeau de la République populaire de Chine                        | Derek Tsang                                                          | 222 577 596 $    |
| 10     | Fast and Furious: Hobbs and Shaw | Drapeau des États-Unis                                             | Jon Favreau                                                          | 201 000 988 $    |
| 11     | Spider-Man: Far From Home        | Drapeau des États-Unis                                             | Jon Watts                                                            | 198 999 549 $    |
| 12     | La Guerre des Cartels 2          | Drapeau de Hong Kong                                               | Herman Yau                                                           | 185 186 469 $    |
| 13     | Sheep Without a Shepherd         | Drapeau de la République populaire de Chine                        | Sam Quah                                                             | 172 400 000 $    |
| 14     | Bumblebee                        | Drapeau des États-Unis                                             | David Leitch                                                         | 170 846 880 $    |
| 15     | Ip Man 4                         | Drapeau de Hong Kong                                               | Wilson Yip                                                           | 168 800 000 $    |
| 16     | The Climbers                     | Drapeau de la République populaire de Chine                        | Daniel Lee                                                           | 156 103 957 $    |
| 17     | Captain Marvel                   | Drapeau des États-Unis                                             | Anna Boden Ryan Fleck                                                | 154 070 663 $    |
| 18     | More than Blue                   | Drapeau de Taïwan                                                  | Gavin Lin                                                            | 139 613 557 $    |
| 19     | Godzilla 2 : Roi des monstres    | Drapeau des États-Unis                                             | Michael Dougherty                                                    | 135 400 000 $    |
| 20     | Alita: Battle Angel              | Drapeau des États-Unis                                             | Robert Rodriguez                                                     | 133 397 094 $    |
| 21     | Looking Up                       | Drapeau de la République populaire de Chine                        | Deng Chao Yu Baimei                                                  | 122 833 491 $    |
| 22     | Le Roi lion                      | Drapeau des États-Unis                                             | Jon Favreau                                                          | 120 446 631 $    |
| 23     | La Reine des neiges 2            | Drapeau des États-Unis                                             | Chris Buck Jennifer Lee                                              | 115 400 000 $    |
| 24     | P Storm                          | Drapeau de la République populaire de Chine · Drapeau de Hong Kong | David Lam                                                            | 114 996 698 $    |
| 25     | L'Aventure préhistorique         | Drapeau de la République populaire de Chine                        | Liang Ding Huida Lin                                                 | 106 344 549 $    |

## Box-office par semaine
Nationalité des films dans les salles de Chine en 2019 par semaine de domination :
- Chine (avec Hong Kong et Taïwan) (53,84 %)
- États-Unis (44,23 %)
- Japon (1,92 %)

Notes : La sortie des films étrangers est très limitée, voire interdite, en Chine pendant trois périodes : le Nouvel An (février), les vacances d'été (fin juin à août), et la semaine d'or (octobre). Ces périodes peuvent également être prolongées pour ne pas arrêter le succès d'un film chinois,.
Sources : English.entgroup.cn
| #  | Date de fin        | Film no 1                        | Pays                                                               | Entrées          |
| -- | ------------------ | -------------------------------- | ------------------------------------------------------------------ | ---------------- |
| 1  | 6 janvier 2019     | Bumblebee                        | Drapeau des États-Unis                                             | 58 millions $    |
| 2  | 13 janvier 2019    | Bumblebee                        | Drapeau des États-Unis                                             | 47,1 millions $  |
| 3  | 20 janvier 2019    | Bumblebee                        | Drapeau des États-Unis                                             | 29 millions $    |
| 4  | 27 janvier 2019    | Il était une fois Deadpool       | Drapeau des États-Unis                                             | 21,7 millions $  |
| 5  | 3 février 2019     | White Snake                      | Drapeau de la République populaire de Chine                        | 18,9 millions $  |
| 6  | 10 février 2019    | The Wandering Earth              | Drapeau de la République populaire de Chine                        | 287,2 millions $ |
| 7  | 17 février 2019    | The Wandering Earth              | Drapeau de la République populaire de Chine                        | 252,5 millions $ |
| 8  | 24 février 2019    | The Wandering Earth              | Drapeau de la République populaire de Chine                        | 80,8 millions $  |
| 9  | 3 mars 2019        | Alita: Battle Angel              | Drapeau des États-Unis                                             | 46,2 millions $  |
| 10 | 10 mars 2019       | Captain Marvel                   | Drapeau des États-Unis                                             | 85,2 millions $  |
| 11 | 17 mars 2019       | More than Blue                   | Drapeau de Taïwan                                                  | 47,2 millions $  |
| 12 | 24 mars 2019       | More than Blue                   | Drapeau de Taïwan                                                  | 68 millions $    |
| 13 | 31 mars 2019       | Song of Youth                    | Drapeau de la République populaire de Chine                        | 19,2 millions $  |
| 14 | 7 avril 2019       | P Storm                          | Drapeau de la République populaire de Chine · Drapeau de Hong Kong | 50,3 millions $  |
| 15 | 14 avril 2019      | P Storm                          | Drapeau de la République populaire de Chine · Drapeau de Hong Kong | 35,2 millions $  |
| 16 | 21 avril 2019      | P Storm                          | Drapeau de la République populaire de Chine · Drapeau de Hong Kong | 20,4 millions $  |
| 17 | 28 avril 2019      | Avengers: Endgame                | Drapeau des États-Unis                                             | 317,8 millions $ |
| 18 | 5 mai 2019         | Avengers: Endgame                | Drapeau des États-Unis                                             | 236,3 millions $ |
| 19 | 12 mai 2019        | Pokémon : Détective Pikachu      | Drapeau des États-Unis · Drapeau du Japon                          | 39,6 millions $  |
| 20 | 19 mai 2019        | Pokémon : Détective Pikachu      | Drapeau des États-Unis · Drapeau du Japon                          | 28,9 millions $  |
| 21 | 26 mai 2019        | Aladdin                          | Drapeau des États-Unis                                             | 18,4 millions $  |
| 22 | 2 juin 2019        | Godzilla 2 : Roi des monstres    | Drapeau des États-Unis                                             | 66,7 millions $  |
| 23 | 9 juin 2019        | X-Men: Dark Phoenix              | Drapeau des États-Unis                                             | 44 millions $    |
| 24 | 16 juin 2019       | Men in Black International       | Drapeau des États-Unis                                             | 25,6 millions $  |
| 25 | 23 juin 2019       | Le Voyage de Chihiro             | Drapeau du Japon                                                   | 27,4 millions $  |
| 26 | 30 juin 2019       | Spider-Man: Far From Home        | Drapeau des États-Unis                                             | 96,4 millions $  |
| 27 | 7 juillet 2019     | Spider-Man: Far From Home        | Drapeau des États-Unis                                             | 67,7 millions $  |
| 28 | 14 juillet 2019    | La Guerre des Cartels 2          | Drapeau de Hong Kong                                               | 74,2 millions $  |
| 29 | 21 juillet 2019    | Looking Up                       | Drapeau de la République populaire de Chine                        | 55,8 millions $  |
| 30 | 28 juillet 2019    | Ne Zha                           | Drapeau de la République populaire de Chine                        | 94,1 millions $  |
| 31 | 4 aout 2019        | Ne Zha                           | Drapeau de la République populaire de Chine                        | 233,7 millions $ |
| 32 | 11 aout 2019       | Ne Zha                           | Drapeau de la République populaire de Chine                        | 166,8 millions $ |
| 33 | 18 aout 2019       | Ne Zha                           | Drapeau de la République populaire de Chine                        | 84 millions $    |
| 34 | 25 aout 2019       | Fast and Furious: Hobbs and Shaw | Drapeau des États-Unis                                             | 101,3 millions $ |
| 35 | 1er septembre 2019 | Fast and Furious: Hobbs and Shaw | Drapeau des États-Unis                                             | 66,1 millions $  |
| 36 | 8 septembre 2019   | Fast and Furious: Hobbs and Shaw | Drapeau des États-Unis                                             | 21,1 millions $  |
| 37 | 15 septembre 2019  | Jade Dynasty                     | Drapeau de la République populaire de Chine                        | 38,8 millions $  |
| 38 | 22 septembre 2019  | Jade Dynasty                     | Drapeau de la République populaire de Chine                        | 13,5 millions $  |
| 39 | 29 septembre 2019  | The Chinese Pilot                | Drapeau de la République populaire de Chine                        | 8,1 millions $   |
| 40 | 6 octobre 2019     | My People, My Country            | Drapeau de la République populaire de Chine                        | 293,1 millions $ |
| 41 | 16 octobre 2019    | The Chinese Pilot                | Drapeau de la République populaire de Chine                        | 90,6 millions $  |
| 42 | 20 octobre 2019    | The Chinese Pilot                | Drapeau de la République populaire de Chine                        | 34,7 millions $  |
| 43 | 27 octobre 2019    | Better Days                      | Drapeau de la République populaire de Chine                        | 83,3 millions $  |
| 44 | 3 novembre 2019    | Better Days                      | Drapeau de la République populaire de Chine                        | 81,1 millions $  |
| 45 | 10 novembre 2019   | Better Days                      | Drapeau de la République populaire de Chine                        | 34,1 millions $  |
| 46 | 17 novembre 2019   | Midway                           | Drapeau des États-Unis                                             | 14,6 millions $  |
| 47 | 24 novembre 2019   | La Reine des neiges 2            | Drapeau des États-Unis                                             | 53,5 millions $  |
| 48 | 1er décembre 2019  | La Reine des neiges 2            | Drapeau des États-Unis                                             | 37,5 millions $  |
| 49 | 8 décembre 2019    | Jumanji: Next Level              | Drapeau des États-Unis                                             | 24,7 millions $  |
| 50 | 15 décembre 2019   | Sheep Without a Shepherd         | Drapeau de la République populaire de Chine                        | 31,3 millions $  |
| 51 | 22 décembre 2019   | Ip Man 4                         | Drapeau de Hong Kong                                               | 46,9 millions $  |
| 52 | 29 décembre 2019   | Ip Man 4                         | Drapeau de Hong Kong                                               | 51 millions $    |

## Classements complémentaires
- Liste des plus gros succès du box-office en Chine continentale